# L'Ubu
Pour les articles homonymes, voir Ubu (homonymie).
Cet article possède un paronyme, voir Lubu.
L'Ubu est une salle de spectacle rennaise, en Bretagne inaugurée en 1987. Ancienne garderie d'enfants transformée en café-théâtre puis en salle de concerts, l'Ubu est un projet porté par les fondateurs des rencontres trans musicales dans le but de promouvoir la scène rock à Rennes. 
La salle appartient à la Fédération des lieux de musiques actuelles.

## Situation
La salle, accolée au Théâtre national de Bretagne, est située à l'est du centre-ville au croisement de la rue Saint-Hélier et de l'avenue Janvier, dans le quartier Centre, et elle s'appellerait ainsi en référence au célèbre personnage d'Alfred Jarry, dont un professeur Hébert dit « Hébé » du lycée de Rennes, en face de l'autre côté de l'avenue Janvier, aurait inspiré à l'auteur celui du père Ubu roi.
La salle est desservi par le métro, via les stations République et Saint-Germain.

## Historique

### Genèse
A la fin des années 1970, la ville de Rennes obtient le titre de capitale française du rock avec la création des Rencontres trans musicales. Hervé Bordier, cofondateur des Trans, devient conseiller musical de la Maison de la Culture de Rennes et travaille à transformer une ancienne garderie d’enfants, accolée au Théâtre national de Bretagne en café-théâtre, sous le nom de salle Jarry. Lors d'une visite du Ministre Jack Lang, Bordier expose son projet de transformer le lieu en salle de concerts, avec l'aide de Béatrice Macé et Jean-Louis Brossard, le trio qui a fondé les Transmusicales,.
En octobre 1987, la salle Jarry est renommée et entame une nouvelle carrière en se consacrant aux musiques actuelles avec comme objectif d'inviter des artistes ayant déjà participé aux Trans Musicales. Elle est inaugurée sous le nom L'Ubu par un concert de Noir Désir et devient un haut lieu de diffusion musicale à l’année, qui peut servir aussi bien de studio que de lieu de concerts,.

### En tant que salle de concerts
Dès son ouverture, la salle accueille 3 concerts par semaine en dehors des vacances, soit une centaine de concerts par an, ce qui offre une programmation dense et ouverte à tous les styles (rock, pop, folk, électro, hip hop, jazz, musiques du monde…) dans la lignée artistique des Transmusicales. La salle est d’ailleurs gérée par l’Association des Transmusicales, également organisatrice du festival rennais, mais un certain nombre de soirées sont prises en charge directement par d’autres associations rennaises,.
En 1989, le projet du Grand Huit qui a succédé à la Maison de la Culture quelques années auparavant est en difficulté financières et entraîne l'Ubu dans sa chute. La salle est menacée de fermeture mais est sauvée par la municipalité. Le Grand Huit change de statut juridique et l'Ubu est séparée du projet, avec son propre budget. Ce dernier ne permet plus cependant la réalisation que de 30 concerts par an,.
En collaboration avec les associations locales, le projet artistique est basé sur la programmation d’artistes singuliers et sur l’accompagnement de leur travail (répétitions, filages, résidences de création…), l’Ubu développe un projet culturel axé sur la reconnaissance de la diversité culturelle et l’ouverture à tous les publics.
Cette salle de concerts a vu passer beaucoup d'artistes sur ses planches, dont Lenny Kravitz ou Daft Punk. De par sa configuration originale, elle permet d'être en contact avec l'artiste et de partager ses émotions avec le reste du public.

## Aménagement
Imaginée pour l'accueil d'enfants à l'origine, la salle est conçue comme un niveau unique avec une mezzanine. L'architecture du bâtiment, arrondi à son côté ouest pour suivre l'intersection avec l'avenue Janvier et la rue Saint-Hélier, confère à la salle une identité singulière. Avec les loges positionnées au centre de la salle, la scène en quart de camembert est alors masquée partiellement du public. Elle possède une capacité de moins de 500 places ce qui lui confère un côté intimiste,,.